# Anrie Chase
Anrie Chase (チェイス・アンリ, Cheisu Anri), né le 24 mars 2004 à Yokosuka, est un footballeur japonais qui évolue au poste de défenseur central au RB Salzbourg.

## Biographie

### Carrière en club
Né à Yokosuka au Japon, d'une mère japonaise et d'un père américain d'origine jamaïcaine, Anrie Chase est formé dans son pays natal, avant de rejoindre le VfB Stuttgart en 2022, dont il intègre l'effectif de Bundesliga en 2024.
Le 20 septembre 2024, il joue son premier match de Ligue des champions, remplaçant Anthony Rouault à la 63e minute d'une défaite 3-1 contre le Real Madrid de Kylian Mbappé au Bernabéu.

### Carrière en sélection
Anrie Chase est international japonais junior, jusqu'à l'équipe du Japon des moins de 23 ans.